# Defensa Owen
|       |       |       |       |       |       |       |       |       |  |
|       | a8 rd | b8 nd | c8 bd | d8 qd | e8 kd | f8 bd | g8 nd | h8 rd |  |
| a7 pd | b7    | c7 pd | d7 pd | e7 pd | f7 pd | g7 pd | h7 pd |       |  |
| a6    | b6 pd | c6    | d6    | e6    | f6    | g6    | h6    |       |  |
| a5    | b5    | c5    | d5    | e5    | f5    | g5    | h5    |       |  |
| a4    | b4    | c4    | d4    | e4 pl | f4    | g4    | h4    |       |  |
| a3    | b3    | c3    | d3    | e3    | f3    | g3    | h3    |       |  |
| a2 pl | b2 pl | c2 pl | d2 pl | e2    | f2 pl | g2 pl | h2 pl |       |  |
| a1 rl | b1 nl | c1 bl | d1 ql | e1 kl | f1 bl | g1 nl | h1 rl |       |  |
|       |       |       |       |       |       |       |       |       |  |

La Defensa Owen (también conocida como Defensa de Fianchetto de Reina o Defensa Griega) (Código ECO =B00 1.e4 b6), es una apertura poco frecuente que se caracteriza por el movimiento 1. e4 b6. (ver diagrama)
Al jugar 1… b6 las negras preparan el fianchetto del Alfil de Dama, que entonces puede participar en la batalla por el centro. El inconveniente de este plan es que las blancas podrán ocupar el centro con los Peones y obtener una ventaja de espacio. Por si fuera poco, 1… b6 no prepara el enroque de Rey como lo hace 1… g6., y es difícil para las negras aumentar su presión sobre el centro con …f5, la cual debilita el flanco del Rey más que si se jugara el correspondiente movimiento … c5 después de 1… g6. Por consiguiente, la defensa Owen tiene una dudosa reputación, aunque algunos jugadores de nivel la han favorecido.
Según Cristian Bauer la teoría de la defensa Owen esta menos desarrollada que otras aperturas, esto la hace atractiva para algunos jugadores, dado que sus oponentes estarán con frecuencia peor preparados, y esto les forzará a pensar por ellos mismos
Línea principal: 1.e4 b6 2.d4 Ab7 las blancas obtienen ventajas con ambos. 3.Ad3 e6 4. Cf3 c5 5.c3 Cf6.

## Variantes
A.- 5...cxd4 6.cxd4 Ab4+ 7.Cc3 Cf6 8.De2 d5 9.e5 Ce4 10.0-0!? Axc3 11.bxc3 Cxc3 12.De3 Cc6 13.Ab2 Ce4 14.Aa3 y las blancas tienen una gran ventaja.
B.- Adams-van den Waerden, (Olimpiadas de Moscú 1994) 6.Cbd2 Cc6 7.a3! d5 8.e5 Cfd7 9.b4 Ae7 10.0-0 0-0 11.De1 "Con un claro beneficio"
C.- David-Bauer, Francia 2005, 3.Cc3 e6 4.Cf3 Ab4 5.Ad3 Cf6 6.Ag5 h6 7.Axf6 Axc3+ 8.bxc3 Dxf6 9.0-0 d6 10.Cd2 e5 11.f4 De7 12.Dg4.
D.- Defensa Guatemala 2.d4 Aa6, Denominada así por el Club de Ajedrez de Guatemala y usada en 1949 en los juegos por correspondencia. Andrew Soltis escribió que “no hay otros beneficios discernibles que salir del orden estricto de la apertura tan rápidamente como sea posible. Las blancas obtienen una ventaja con 3.Axa6 Cxa6 4.Cf3 Dc8!? 5.0-0 Db7 6.De1 e6 7.c4.

## Historia
Se denomina así en alusión al vicario inglés, y gran jugador aficionado de ajedrez, del siglo XIX John Owen uno de los pioneros del juego. 
Howard Staunton escribió en 1847 que 1.e4 b6 llamada por los italianos ”il Fianchetto di Donna” aunque no bien aceptada por los principales autores, podía realizarse por el segundo jugador sin perjuicio, si se continuaba de inmediato con … e6 y … c5. Él opinaba que “para ser honestos, yo no creo que las negras puedan igualar tan rápidamente con 1… b6 como con las aperturas convencionales, y puede sufrir frente a un oponente preparado. Por ello, frente a un competidor bien formado son raras las variantes secundarias como 1… b6. En cualquier caso, con un juego razonable, estoy seguro que las blancas no conseguirán más que una ligera ventaja”.
- Datos: Q630868